# 조르조 말란
조르조 말란(이탈리아어: Giorgio Malan, 2000년 1월 27일~)은 이탈리아의 근대5종 선수로 2024년 하계 올림픽에서 남자 개인전 동메달을 획득했다. 

## 경력
토리노에서 태어났으며 공수도, 수영, 스키 등을 배우다가 8세 때 근대5종에 입문했다.
2018년 10월 아르헨티나 부에노스아이레스에서 열린 2018년 하계 청소년 올림픽에 참가했으며 개인전 6위에 올랐다. 이듬해인 2019년에 이탈리아 성인 국가대표로 발탁되었다.
2019년 5월 헝가리 부다페스트에서 열린 월드컵을 통해 첫 월드컵 경기를 가졌다. 2022년 6월 튀르키예 앙카라에서 열린 월드컵 개인전에서 대한민국의 전웅태와 서창완의 뒤를 이어 3위에 오르면서 선수 경력 첫 월드컵 메달을 획득했다.
2024년 8월 프랑스 파리에서 열린 2024년 하계 올림픽에 참가하여 선수 경력 첫 올림픽에 출전했다. 그는 이집트 아흐마드 알진디와 일본의 사토 다이슈의 뒤를 이어 동메달을 획득했다.